# Iglesia de Santo Domingo (Penne)
La iglesia de Santo Domingo (en italiano: Chiesa di San Domenico) es una iglesia católica en Penne, Abruzzo, Italia, dedicada a Santo Domingo y administrada desde la diócesis de Pescara.

## Historia
La iglesia fue originalmente fundada en el siglo XIII como parte de un monasterio dominico de la ciudad. Parte de los fondos fueron donados por el rey de Nápoles, Carlos II de Anjou, quien también donó la reliquia que supuestamente consiste en el cráneo de San Blas.
Inicialmente fundada con una sola nave y una forma lineal simple, la iglesia sufrió numerosas remodelaciones, del siglo XVII al XVIII según los diseños de Giovanni Battista Gianni, lo que dio lugar al estilo barroco y la decoración interior actual. Junto a la iglesia se levanta el claustro del mismo nombre, construido en 1330, dentro del antiguo convento de los dominicos.

## Arquitectura
La fachada, terminada en 1667, es simple y sobria con un elegante portal de estilo renacentista y pilastras flanqueantes. Sin embargo, el interior tiene piedra policromada y decoración con acentos de estuco de color dorado. La bóveda tiene grandes paneles con frescos. En el presbiterio hay un gran mármol policromado elevado que domina la nave y un semicírculo de sillería de roble grabada atribuida a Ferdinando Mosca de Pescocostanzo.
Los estucos del techo de la nave fueron realizados por Sebastiano Carinole de Guardiagrele y Stefano Tereo. El busto relicario de madera de San Blas (1614) fue realizado por Michele Arnolfini. En la nave izquierda, uno de los altares tiene una copia de la Piedad pintada por Annibale Carracci. El retablo mayor es una representación de la Virgen del Rosario con santos de finales del siglo XVI de Giovanni Battista Ragazzini, que también pintó otras obras en la iglesia.

## Galería

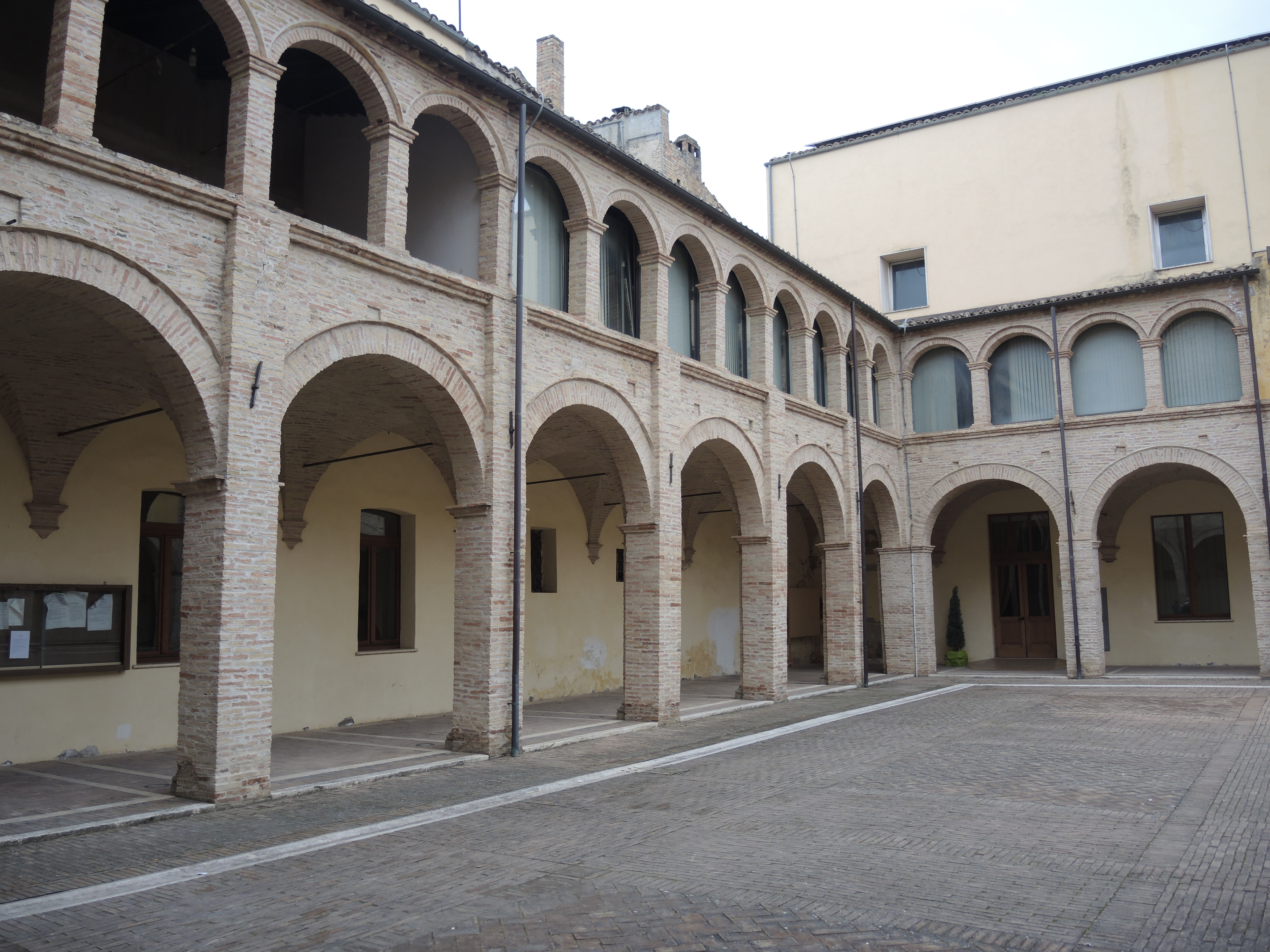
Patio de la iglesia
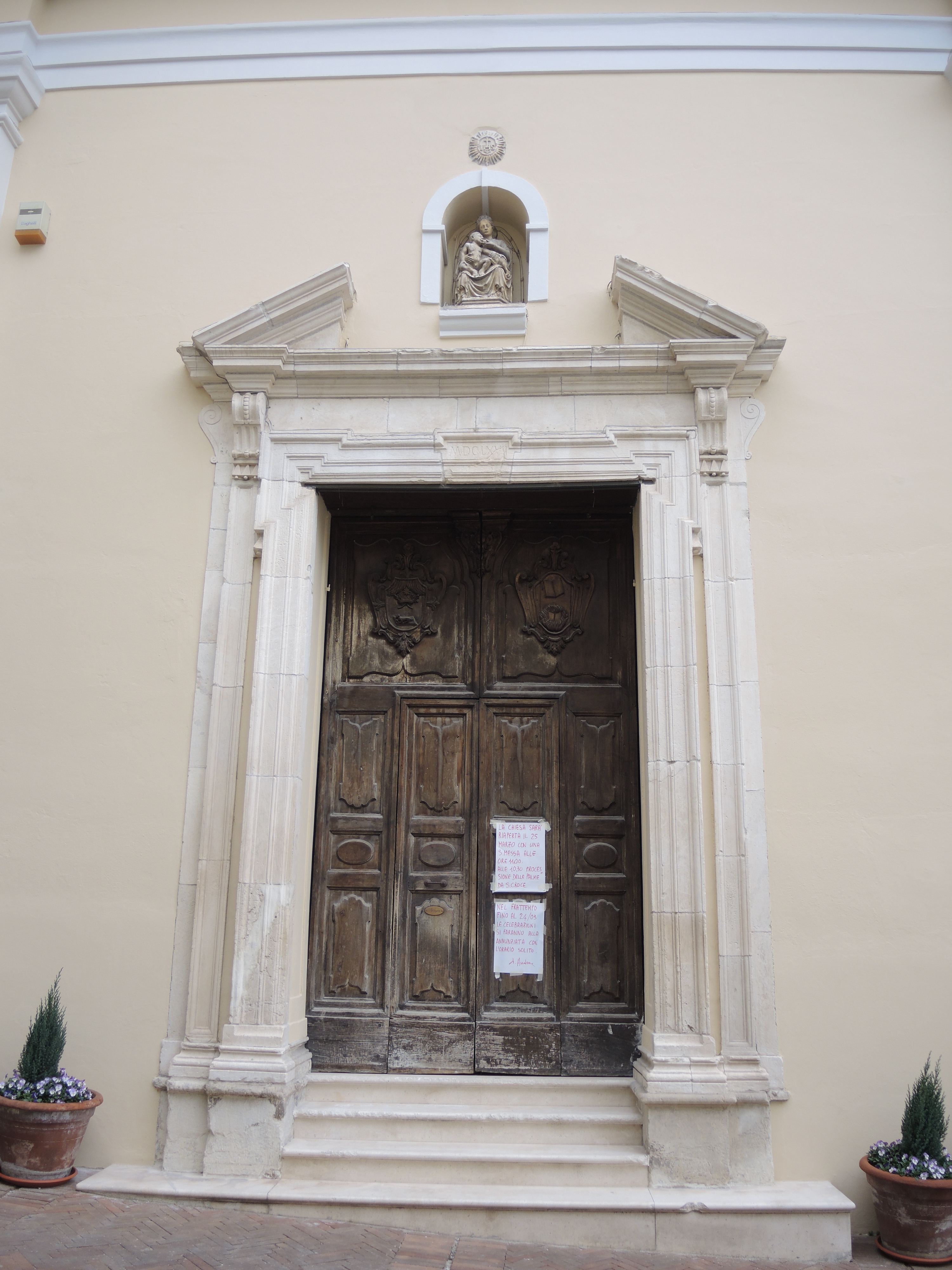
Puerta de la iglesia
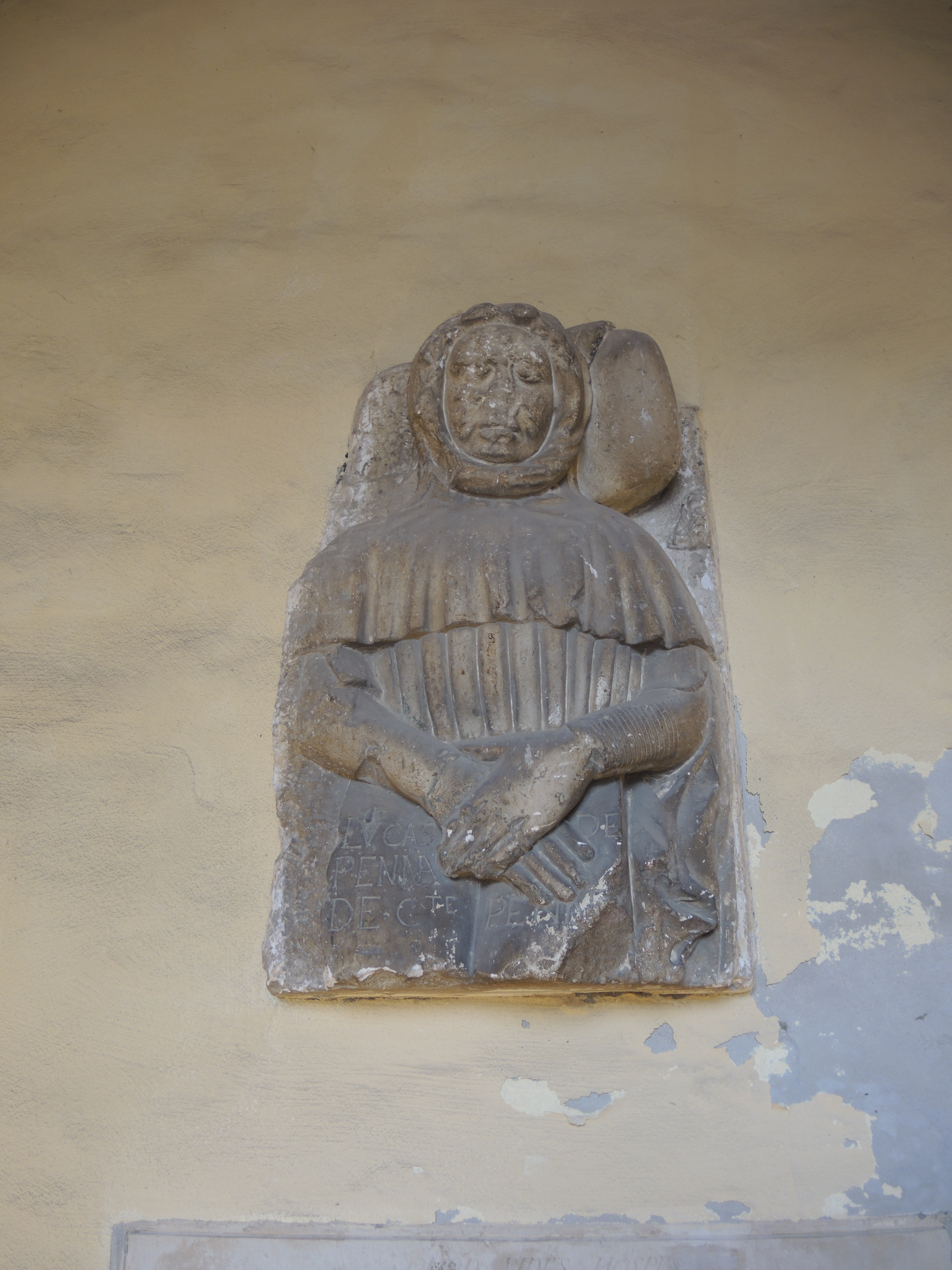
Detalles de la decoración